# Ejiri Masahiro
Masahiro Ejiri (sinh ngày 10 tháng 2 năm 1975) là một cầu thủ bóng đá người Nhật Bản.

## Sự nghiệp câu lạc bộ
Masahiro Ejiri đã từng chơi cho Bellmare Hiratsuka.